# Portugal nos Jogos Olímpicos de Verão de 1996
Portugal competiu nos Jogos Olímpicos de Verão de 1996, em Atlanta, Estados Unidos da América com 107 atletas, dos 83 eram homens e 24 eram mulheres.  Ficando em 47º no quadro de medalhas.

## Medalhas

### Ouro
- Fernanda Ribeiro — Atletismo, 10 000m Feminino (com o tempo de 31.01.63).

### Bronze
- Nuno Barreto e Hugo Rocha - Vela, Classe 470

## Desempenho

### Atletismo
Masculino
| Prova            | Atleta | Preliminares | Preliminares | Quartas     | Quartas     | Semifinal   | Semifinal   | Final       | Final       |
| Prova            | Atleta | Marca        | Posição      | Marca       | Posição     | Marca       | Posição     | Marca       | Posição     |
| ---------------- | ------ | ------------ | ------------ | ----------- | ----------- | ----------- | ----------- | ----------- | ----------- |
| Luís Cunha       | 100 m  | 10.65        | 6º/bat. 1    | Não avançou | Não avançou | Não avançou | Não avançou | Não avançou | Não avançou |
| António Abrantes | 800 m  | 1:47.73      | 5º/bat. 5    | Não avançou | Não avançou | Não avançou | Não avançou | Não avançou | Não avançou |